# Le Landreau
Le Landreau település Franciaországban, Loire-Atlantique megyében. Lakosainak száma 3214 fő (2022. január 1.). Le Landreau Le Loroux-Bottereau, La Chapelle-Heulin, La Remaudière és Vallet községekkel határos.

## Népesség
A település népességének változása:
| Lakosok száma | 1354 | 1851 | 2026 | 2701 | 2932 | 2958 | 2995 | 3083 | 3118 | 3214 |
|               | 1968 | 1982 | 1990 | 2006 | 2013 | 2015 | 2017 | 2019 | 2020 | 2022 |